# رئيس رقباء (رتبة عسكرية)

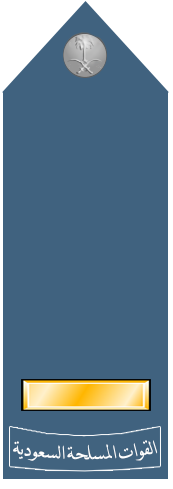
رتبة رئيس رقباء في القوات الجوية الملكية السعودية

رئيس رقباء، أو رئيس ضباط الصف أعلى رتبة عسكرية في رتب ضباط الصف تستخدم في السعودية. وهي أعلى رتبة قيادية من مستوى ضباط الصف على مجموعة من الأفراد. يعاونه الرقباء والعرفاء في أمور عسكرية ونظامية.

## ترتيبها بين الرتب

### في السعودية
- جندي
- جندي أول
- عريف
- وكيل رقيب
- رقيب
- رقيب أول
- رئيس رقباء

## شروطها

### في السعودية
شروط الترقية إلى رتبة رئيس رقباء هي كالتالي:
- مضي المدة المقررة من رتبة رقيب أول إلى رتبة رئيس رقباء وهي
- أربع سنوات على الأقل.
- نجاحه في اختبار الترقية.
- حصوله على المؤهل العلمي.
- اجتيازه للدورات الحتمية بنجاح.
- توصية قائد وحدته بترقيته.
- وجود شاغر في التشكيلات للرتبة التي سيرقى إليها على أن تكون ملائمةً لتخصصه.

شروط الترقية من رتبة رئيس رقباء إلى رتبة ملازم فهي كالتالي:
- مضي المدة المقررة من رتبة رئيس رقباء إلى رتبة ملازم وهي خمس سنوات على الأقل.
- نجاحه في اختبار الترقية.
- حصوله على المؤهل العلمي.
- اجتيازه للدورات الحتمية بنجاح.
- توصية قائد وحدته بترقيته.
- وجود شاغر في التشكيلات للرتبة التي سيرقى إليها على أن تكون ملائمةً لتخصصه.
- وجود أمر من القائد الأعلى للقوات المسلحة ( وهو الملك ) بناء على توصية الوزير.